# Börtlingen

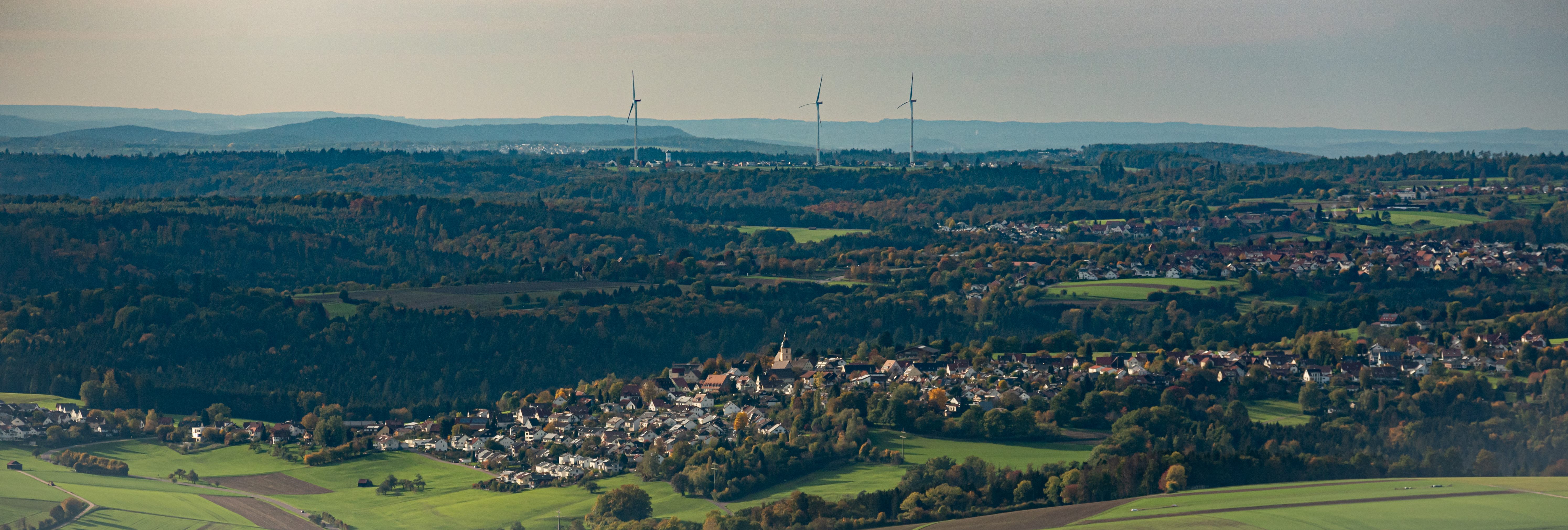
Börtlingen vom Hohenstaufen gesehen

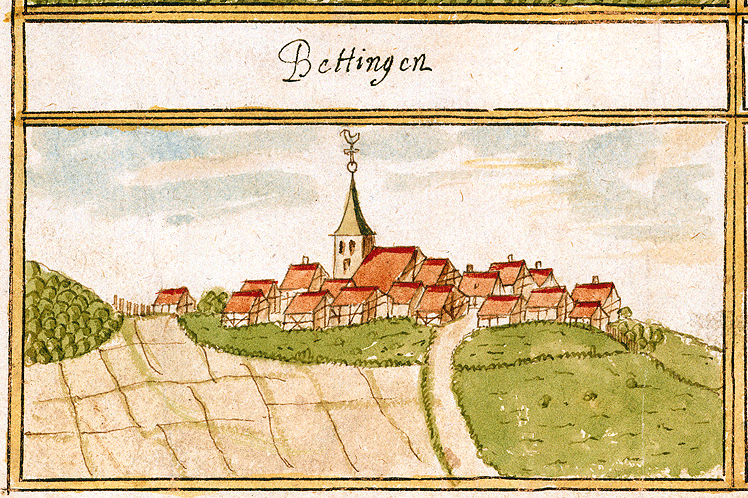
Börtlingen 1683/1685 im Kieserschen Forstlagerbuch

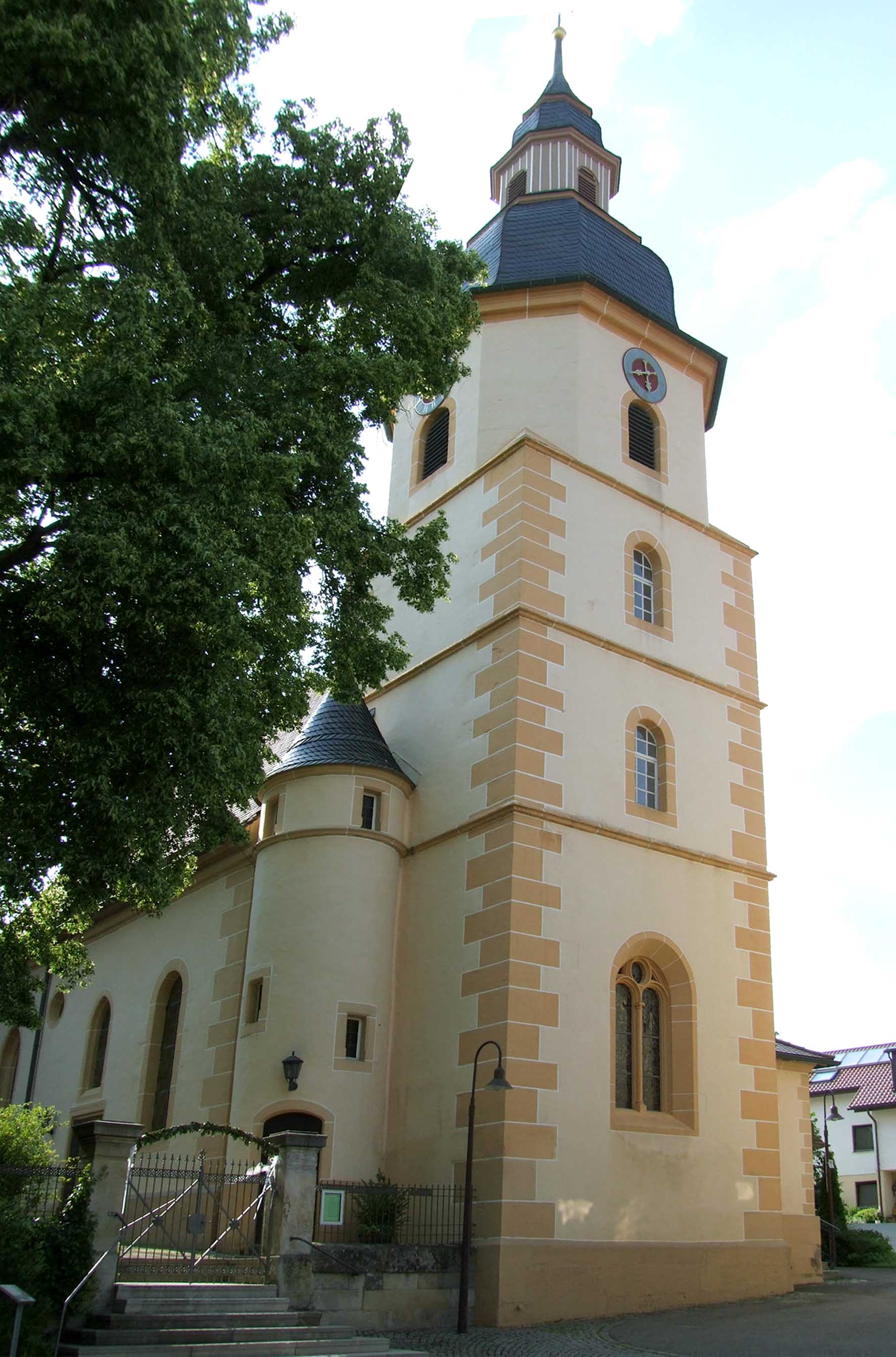
Die Johanneskirche

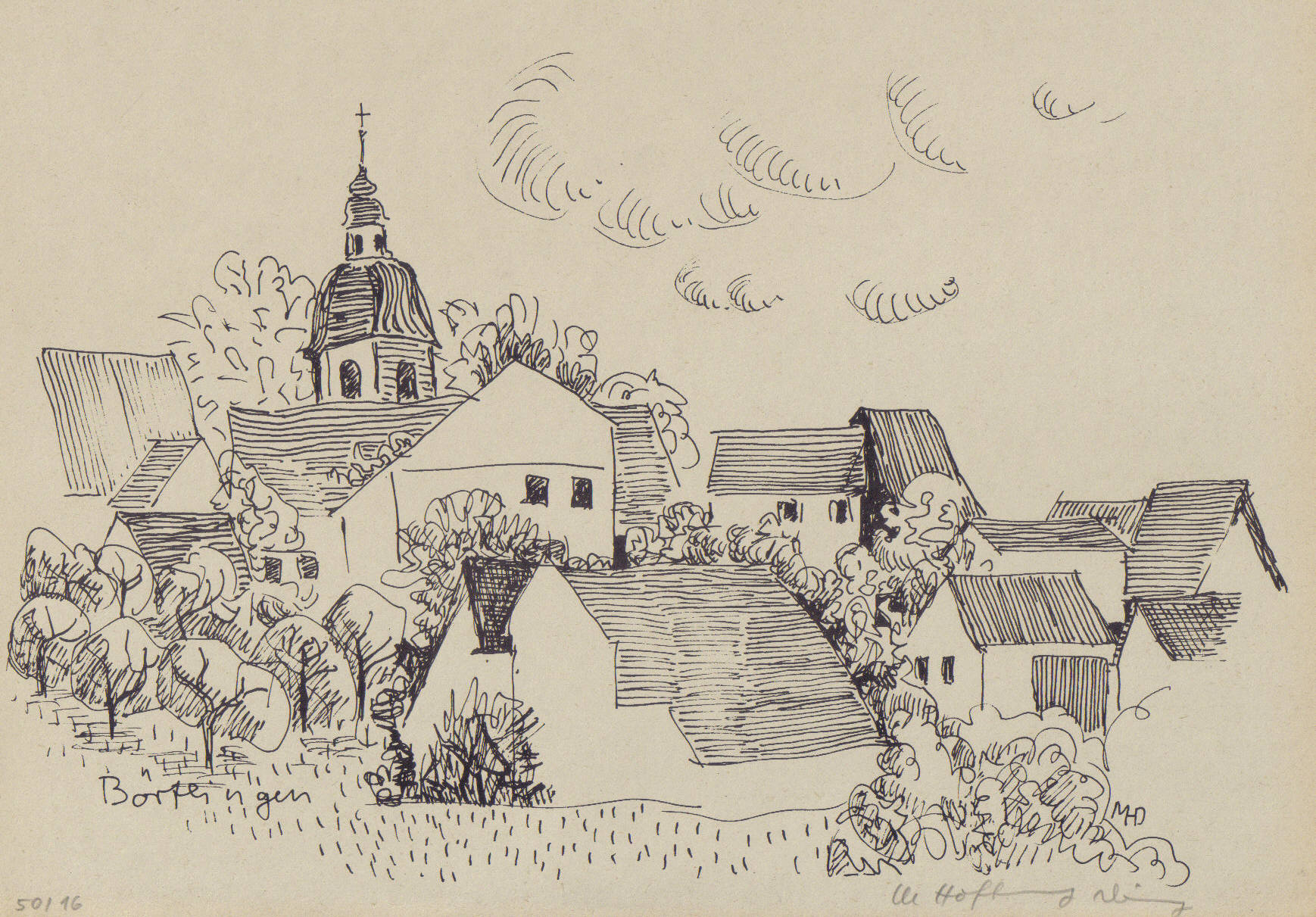
Blick auf Börtlingen, Zeichnung von Margret Hofheinz-Döring, 1977

Börtlingen ist eine Gemeinde im baden-württembergischen Landkreis Göppingen in Deutschland.
Sie gehört zur Region Stuttgart (bis 1992 Region Mittlerer Neckar) und zur Randzone der europäischen Metropolregion Stuttgart.

## Geographie

### Geographische Lage
Börtlingen liegt im Schurwald in 334 bis 498 Metern Höhe, in Luftlinie etwa zehn Kilometer nördlich der Kreisstadt Göppingen auf einem Bergrücken zwischen dem Tal des Marbachs im Osten und eines Oberlaufstrangs des ihm zulaufenden Herrenbachs im Westen. Das Gemeindegebiet reicht im Osten noch über die Waldtalmulde des Marbachs hinaus, im Norden endet es etwa nahe der linken oberen Hangkante des Remstales.

### Geologie
Im Wesentlichen liegt Börtlingen auf einer Schwarzjuraplatte des östlichen Schurwalds. Zwischen dem darunter gelagerten Stubensandstein und der Schwarzjuraplatte steht Knollenmergel (kalkhaltige Tone) an.

### Gemeindegliederung
Zu Börtlingen gehören das Dorf Börtlingen, die Weiler Breech (nördlich von Börtlingen) und Zell (östlich Richtung Birenbach), die Höfe Ödweiler und Schweizerhof und das Haus Schneiderhof sowie die abgegangene Ortschaft Oedweiler.

### Flächenaufteilung
Nach Daten des Statistischen Landesamtes, Stand 2014.

## Geschichte

### Bis zum Untergang des Heiligen Römischen Reichs
Börtlingen wurde 1202 das erste Mal urkundlich erwähnt. Es unterstand lange dem Kloster Adelberg. Als dieses im Zuge der Reformation 1535 aufgelöst wurde, kam Börtlingen unter die Herrschaft des protestantischen Klosteramtes Adelberg. Börtlingen selbst war Sitz eines Stabes in diesem Klosteramt. Somit war Börtingen bis zum Untergang des Heiligen Römischen Reichs 1806 ein Bestandteil Altwürttembergs und traditionell evangelisch geprägt.

### Seit der Gründung des Königreichs Württemberg
Nach der Gründung des Königreichs Württemberg kam es 1807 zur Auflösung der Klosterämter und Börtlingen wurde dem Oberamt Göppingen zugeordnet. Mit der Hohenstaufenbahn und dem Bahnhof Adelberg-Börtlingen erhielt der Ort 1912 Anschluss an das Streckennetz der Württembergischen Eisenbahn. Bei der Kreisreform während der NS-Zeit in Württemberg gelangte Börtlingen 1938 zum neu umrissenen Landkreis Göppingen. Nach dem Zweiten Weltkrieg lag der Ort in der Amerikanischen Besatzungszone und gehörte somit zum neu gegründeten Land Württemberg-Baden, das 1952 im jetzigen Bundesland Baden-Württemberg aufging.

### Religion
Die evangelische Kirche in Börtlingen gehört zum Kirchenbezirk Göppingen der Württembergischen Landeskirche. Von 1595 bis 1844 war die Kirche in Börtlingen eine Filiale von Oberwälden, danach wieder eine eigene Pfarrei. Seit 1989 ist der Name der Kirchengemeinde Börtlingen-Birenbach, da die evangelischen Christen aus Birenbach traditionell zum Gottesdienst nach Börtlingen gingen.

### Einwohnerentwicklung
Quelle: Statistisches Landesamt Baden-Württemberg für die Daten ab 1970
| Datum              | Einwohner |
| ------------------ | --------- |
| 1837               | 0669      |
| 1907               | 0660      |
| 17. Mai 1939       | 0651      |
| 13. September 1950 | 0935      |
| 27. Mai 1970       | 1311      |
| 31. Dezember 1983  | 1571      |
| 25. Mai 1987       | 1657      |
| 31. Dezember 1991  | 1749      |
| 31. Dezember 1995  | 1766      |
| 31. Dezember 2000  | 1767      |
| 31. Dezember 2005  | 1798      |
| 31. Dezember 2010  | 1754      |
| 31. Dezember 2015  | 1699      |
| 31. Dezember 2020  | 1686      |

## Politik

### Verwaltungsverband
Börtlingen gehört mit Birenbach, Adelberg und Rechberghausen dem Gemeindeverwaltungsverband „Östlicher Schurwald“ an, der seinen Sitz in Rechberghausen hat.

### Gemeinderat
Der Gemeinderat in Börtlingen besteht aus den zehn gewählten ehrenamtlichen Gemeinderäten und der Bürgermeisterin als Vorsitzende. Die Bürgermeisterin ist im Gemeinderat stimmberechtigt.
Die Kommunalwahl am 9. Juni 2024 führte zu folgendem Ergebnis. 
| Parteien und Wählergemeinschaften | Parteien und Wählergemeinschaften        | % 2024 | Sitze 2024 | % 2019 | Sitze 2019 | Kommunalwahl 2024 %6050403020100 52,10 %47,90 % FWALLGewinne/Verlusteim Vergleich zu 2019 %p 4 2 0 −2 −4−3,00 %p+3,00 %pFWALL |
| FWV                               | Freie Wählervereinigung Börtlingen       | 52,10  | 5          | 55,10  | 6          | Kommunalwahl 2024 %6050403020100 52,10 %47,90 % FWALLGewinne/Verlusteim Vergleich zu 2019 %p 4 2 0 −2 −4−3,00 %p+3,00 %pFWALL |
| ALL                               | Unabhängige Wählervereinigung Börtlingen | 47,90  | 5          | 44,90  | 4          | Kommunalwahl 2024 %6050403020100 52,10 %47,90 % FWALLGewinne/Verlusteim Vergleich zu 2019 %p 4 2 0 −2 −4−3,00 %p+3,00 %pFWALL |
| gesamt                            | gesamt                                   | 100,0  | 10         | 100,0  | 10         | Kommunalwahl 2024 %6050403020100 52,10 %47,90 % FWALLGewinne/Verlusteim Vergleich zu 2019 %p 4 2 0 −2 −4−3,00 %p+3,00 %pFWALL |
| Wahlbeteiligung                   | Wahlbeteiligung                          | 74,5 % | 74,5 %     | 75,0 % | 75,0 %     | Kommunalwahl 2024 %6050403020100 52,10 %47,90 % FWALLGewinne/Verlusteim Vergleich zu 2019 %p 4 2 0 −2 −4−3,00 %p+3,00 %pFWALL |

### Bürgermeister
Bürgermeisterin von Börtlingen ist seit 1. Januar 2021 Sabine Catenazzo.

### Wappen
Die Blasonierung des Gemeindewappens von Börtlingen lautet: In Grün ein offener silberner Flug.
Das Wappen wurde 1947 festgelegt und geht auf die Nachforschungen des ehemaligen Ortspfarrers Hermann zurück, wonach der ursprüngliche Ortsadel der Herren von Bertnang diese Wappen geführt haben soll. Es wurde vom Innenministerium am 27. Januar 1948 verliehen, die weiß-grüne Gemeindeflagge am 30. Juni 1959.

## Wirtschaft und Infrastruktur

### Verkehr
Börtlingen ist am einfachsten mit dem Auto über die B 297 und die Kreisstraße K 1408 (Abzweigung zwischen Rechberghausen und Birenbach) von Lorch und Göppingen aus erreichbar. Breech hat ebenfalls durch die K 1408 Verbindung nach Rattenharz und zum Remstal. Ortsverbindungsstraßen bestehen zur Zachersmühle und Oberwälden sowie über das Kaisersträßle nach Adelberg und Oberberken.
Es besteht eine Busverbindung vom und zum Bahnhof Göppingen.
Börtlingen war früher durch die inzwischen stillgelegte Hohenstaufenbahn (Schwäbisch Gmünd–Göppingen) an das Schienennetz angeschlossen. Der Bahnhof Adelberg-Börtlingen ist allerdings ca. 3,5 km von der Ortsmitte entfernt und befindet sich heute im Privatbesitz.

### Bildung
Mit der Paul-Roth-Schule verfügt Börtlingen über eine eigene Grundschule, außerdem gibt es einen evangelischen Kindergarten. Weiterführende Schulen sind mit dem Bus in Rechberghausen und Göppingen erreichbar.

### Bauwerke
Im oberen Teil von Börtlingen gelegen ist die Johanneskirche, welche im Jahre 1202 erstmals urkundlich erwähnt wurde. Das ursprünglich spätgotische Bauwerk der heutigen Kirche entstand um 1500 und wurde später vermutlich 18. Jahrhundert barockisiert.  Die 1271 erwähnte Pfarrei wurde dem Kloster Adelberg inkorporiert. Ab 1595 war Börtlingen Filiale von Oberwälden. 1844 wurde Börtlingen wieder eigene Pfarrei. Die heutige evangelische Kirchengemeinde Börtlingen-Birenbach im Kirchenbezirk Göppingen umfasst die Gemeinden Börtlingen und Birenbach. Die Börtlinger Kirche ist im Kern spätgotisch (um 1500), wurde aber mehrfach verändert. Der Turm wurde 1819 erbaut. Im Chor ist eine Johannisschüssel aus dem 14. Jahrhundert und ein Vesperbild von 1500 erhalten. Im Rahmen der großen Kirchenrenovierung 1956 schuf der Stuttgarter Glasmaler Adolf Valentin Saile das Chorfenster mit Motiven um Johannes den Täufer und Johannes den Evangelisten.
Zwischen dem Ortsteil Breech und Rattenharz, an der Kreisstraße K 1408 (48° 46′ 10″ N, 9° 38′ 29″ O), steht der Reinhold-Maier-Turm, der umgangssprachlich als Leuchtturm langer Franz bezeichnet wird. Von der Aussichtsplattform blickt man in südöstlicher Richtung auf den Hohenstaufen und weitere Berge der Schwäbischen Alb. Der Aussichtsturm, ein ehemaliger Pendel-Wasserturm, ist mit einer Höhe von etwa 25 m auch von Börtlingen aus sichtbar. Er wurde 1914 gebaut und war bis 2008 als Wasserturm in Verwendung, danach konnte er auf Initiative des Bürgermeisters und einiger Bürger als Turm erhalten werden und wurde nicht abgerissen. Nach einer Bürgerbefragung und positiver Resonanz wurde der Turm dann im Jahre 2009 zu einem Aussichtsturm umgebaut.

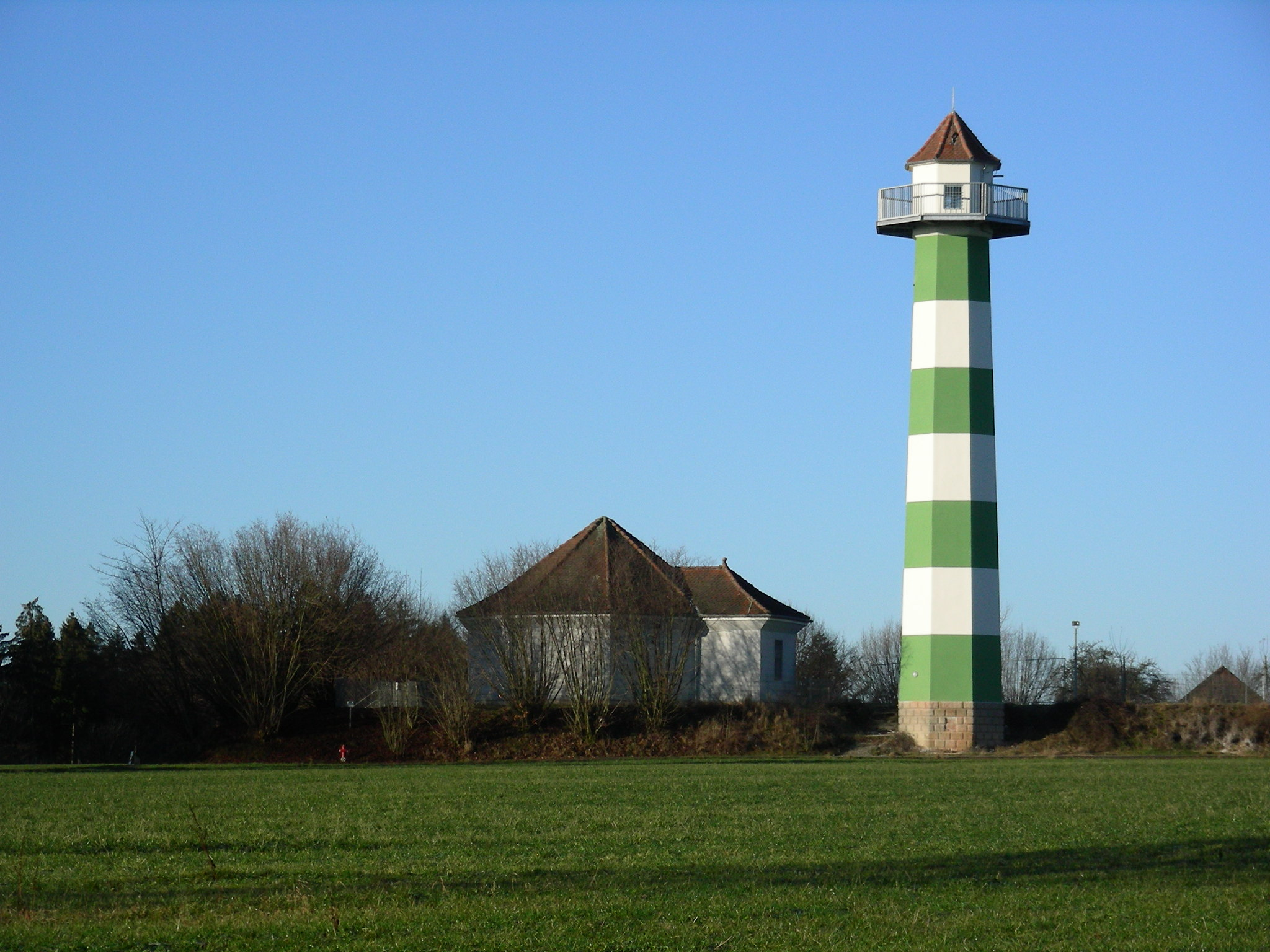
Reinhold-Maier-Turm

## Persönlichkeiten

### Ehrenbürger
- Georg Ganzenberg (* 14. Juli 1914, † 22. Dezember 2006) war langjähriger Dorfschulmeister in Börtlingen sowie Gründungsmitglied und Ehrenmitglied in mehreren Börtlinger Vereinen.

### Söhne und Töchter der Gemeinde
- Fritz Schwegler (1935–2014), Künstler